# Maryland (Londen)
Maryland is een wijk in het Londense bestuurlijke gebied London Borough of Newham, in het oosten van de regio Groot-Londen.